# Michel dos Reis Santana
Michel dos Reis Santana, mais conhecido simplesmente como Michel (São Paulo, 18 de novembro de 1977), é um ex-futebolista brasileiro que atuava como lateral-direito. 

## Carreira
Michel surgiu para o futebol no Santos FC em 1995.
Emprestado à Francana em 1998, retornou no ano seguinte, e conseguiu realizar uma boa sequência de partidas.
Em 2000, foi a temporada em que mais atuou pelo Santos, com 41 participações.
Em 2001 foi emprestado ao Vitória.
Em 2002, depois de brilhar na vitória santista por 3 a 2 sobre o São Paulo, pelo Torneio Rio-São Paulo, o jogador foi submetido ao exame antidoping que apontou a substância canabinóide, da maconha - o que levou o Superior Tribunal de Justiça Desportiva (STJD) a suspendê-lo por 120 dias. Logo depois, a pena acabou aumentada para 160 dias em junho, também por decisão do STJD.
Devido à suspensão, Michel não participou da formação do time que surpreendeu o Brasil em 2002. O retorno ocorreu em 9 de outubro, quando foi titular na vitória por 3 a 2 sobre o Atlético-MG, na Vila Belmiro, ainda na primeira fase do Brasileirão. O lateral ganhou nova chance no jogo de ida das semifinais, contra o Grêmio, outra vez na Vila - dessa vez atuando pela esquerda, na vaga de Léo. Uma nova suspensão de Maurinho pelo terceiro cartão amarelo, deu a Michel a oportunidade de disputar o primeiro jogo da final diante do Corinthians.
Após a conquista do título nacional, acabou emprestado a Goiás e Grêmio, em 2003 e 2004 respectivamente, até o encerramento de seu contrato com o Peixe em 2005. Atuou no Santos em 124 jogos e marcou 1 gol.
Com Cicinho a serviço da Seleção Brasileira na Copa das Confederações, o São Paulo FC contratou Michel em maio de 2005. Ele foi inscrito nas quartas de final da Taça Libertadores daquele ano, na vaga do atacante Jean Carlos, e atuou contra o Tigres-MEX, marcando seu nome entre os campeões.
Michel ainda passou por Brasiliense, Vila Nova e em 2008, atuou pelo Fortaleza, onde voltou a ser a suspenso pelo uso de maconha. Pelo ato, teve seu contrato rescindido.
Em 17 de junho de 2008, o Avaí contratou o jogador que, após cumprir suspensão de 60 dias, recebeu o voto de confiança do técnico Silas que já havia trabalhado com o atleta no Fortaleza. Fez parte do elenco na campanha do time na conquista do acesso à série A no Campeonato Brasileiro da Série B de 2008.
No final do ano foi dispensado, atuou no Criciúma e foi readmitido no Avaí para a disputa do Campeonato Brasileiro de 2009. Em 14 de agosto de 2009, foi dispensado pelo clube catarinense.
Para a temporada de 2010, foi anunciado como reforço do Anapolina.
Em 2012, dois dias após ser anunciado, Michel rescindiu o contrato com o Serrano.

## Títulos
Santos
- Campeonato Brasileiro - 2002[18]

São Paulo
- Campeão Libertadores - 2005